# 福井英一郎
福井 英一郎（ふくい えいいちろう、1905年9月9日 - 2000年11月3日）は、日本の気候学者・自然地理学者。東京教育大学名誉教授。門下から多数の気候学者を輩出した「日本の気候学の父」。

## 経歴
出生から修学期
1905年、福岡県福岡市に生まれ育った。旧制福岡高等学校を経て、東京帝国大学理学部地理学科で学んだ。1928年に卒業。
地理学・気象学者として
卒業後は、日本大学、立正大学、東京府立第一中学校（東京都立日比谷高等学校の前身）などで教鞭を執った。1930年4月、東京文理科大学の助手に採用。1933年、学位論文『日本気候論』を東京帝国大学に提出して理学博士の学位を取得。
1939年1月、大日本帝国陸軍気象部嘱託を兼ねるようになり、同年4月には東京文理科大学専任講師に昇任した。
第二次世界大戦中の1942年7月から気象技師として中央気象台（後の気象庁）に勤務。在任中、中国・北京の華北観象台の副台長として赴任。中央気象台では岡田武松、藤原咲平の薫陶を受け、北京への赴任も両者の推薦によるものであったという。
敗戦後に引き揚げ、福岡管区気象台調査課長となった。
戦後引き揚げ後
1948年8月、東京高等師範学校教授に転じた。学制改革に伴って、1949年8月より新制の東京教育大学理学部教授となり、以降20年間にわたって後進の指導にあたった。「気候談話会」を主宰して、学外の学生や気象研究関係者とも交流を持った。1969年に東京教育大学を定年退官し、名誉教授となった。その後は東京成徳短期大学教授として教鞭をとった。2000年に肺炎のため死去。

## 受賞・栄典
- 1971年：日本気象学会より藤原賞を贈られた。
- 2000年：正四位勲三等旭日中綬章（追贈）

## 研究内容・業績
- 1938年には、日本人による体系的な気候学の研究書の先駆とされる『気候学』を刊行し[2]、その後も版を重ねた同書は、日本のみならず中国や韓国の気候学研究者にも広く共有された[1]。
- 福井は、ケッペンの気候区分なども踏まえた上で、日本を月平均気温による3区分，降水量と季節性を踏まえた10中気候区，降水の特徴や風系などを加味した36小気候区に区分する[6]、経験的気候区分を提唱した[7]。1977年に福井が編者となり、門下生を動員して英文でまとめられた『The Climate of Japan』は、日本の気候誌について国外の研究者の必読書とされる[1]。
- 大気の透過率に関する物理気候学的研究や、気候変動、都市気候などの分野でも、先駆的な業績を残した[1]。

評価
日本における「気候学の研究・教育の開拓者であり、指導者であった」、「独りで発展を支えたといっても過言ではない」と評されている。

## 著作
単著
- 『氣候變化』岩波書店（岩波講座地理學）1931
- 『氣候學關係の圖書』岩波書店（岩波講座地理學）1933
- 『氣候學』古今書院 1938
- 『日本の氣候』興林會 1939
- 『南方圏の氣候』東京堂 1942
- 『地学』池田書店 1951
- 『気候学概論』朝倉書店 1961
- 『学研地理』学習研究社 1964

共編著
- 『地学新事典』編、山海堂 1952
- 『地学新研究』河田喜代助と共著、池田書店 1952
- 『気象辞典』編、天然社 1953
- 『自然地理』2 編、朝倉書店 1953
- 『自然地理』3 編、朝倉書店 1957
- 『大学教養地学』(全2巻) 編、森北出版 1958

- 『新世界地理12 オセアニア・極地』編、朝倉書店 1960
- 『新理科実験講座：地学の実験 6』渡部景隆と共著、岩崎書店 1961
- 『気候学』古今書院（現代地理学大系） 1962
- The Climate of JapanKodansha/Elsevier Scientific Pub. Co., 1977

著作集
『福井英一郎気候学論文集』が1969年に私家版でまとめられている。

## 福井英一郎に関する資料
- 河村武「福井英一郎先生を偲ぶ」PDF